# 月刊Asahi
月刊Asahi（げっかんあさひ）は朝日新聞社が発行していた月刊雑誌である。

## 概要
1960年代から1970年代に繁栄した「朝日ジャーナル」や「世界」に代表される左翼論壇が1980年代に至って衰退。これを受け既存誌との差異化を図りつつ、リベラル左派を志向する論壇誌として創刊された。
1989年1月に創刊準備号が発刊された後、同年5月、1989年6月号として創刊号発売。当初は「朝日ジャーナル」同様のB5判週刊誌サイズであったが、朝日ジャーナル休刊後の1992年6月号から月刊論壇誌サイズのA5判となった。司馬遼太郎や田辺聖子らの小説も掲載されたが、論考の執筆陣は佐高信ら左派論壇人のほか朝日新聞論説委員が多かったため「朝日新聞」そのものと大差なく新鮮味に欠け、1994年2月発売の同年3月号をもって休刊した。大手新聞社の論壇誌が5年足らず、わずか通巻57号で休刊・リニューアルを余儀なくされるという事態となり、左派・リベラル論壇誌の苦戦を象徴する出来事であった。後継雑誌として「Ronza」が創刊された。